# Pakmaya
Pakmaya este o companie producătoare de drojdie, înființată  în anul 1973, în districtul Izmit, Turcia de Mustafa Nevzat care și-a început activitatea în domeniul farmaceutic începând cu anul 1923. În prezent există trei fabrici în Turcia: două la Izmit și una la Bolu.

## Pakmaya în România
Compania este prezentă și în România, având o unitate de producție în Pașcani (Rompak SRL). Și-a început activitatea pe 1 martie 1998. În anul 2003, compania a vândut în România drojdie în valoare de 15,5 milioane de euro, având o cotă de 60% din piață.
În prezent este singura fabrică din România, precum și cea mai mare investiție străină din județul Iași, în valoare de peste 30 milioane de euro.
De asemenea este un producător important de amelioratori pentru panificație, cât și premixuri pentru panificație, patiserie și cofetărie.